# Danganronpa
Danganronpa ist eine Computerspielreihe des japanischen Entwicklerstudios und Publishers Spike Chunsoft. Die Idee stammt von Game Designer Kazutaka Kodaka. Der erste Titel, Danganronpa: Trigger Happy Havoc, stammt aus dem Jahr 2010. Seitdem hat sich um die Serie ein Franchise mit Publikationen u. a. im Bereich Anime, Manga und Light Novels gebildet.

## Beschreibung
Die Serie dreht sich in den meisten Teilen um Schüler der Elite-Highschool Hope’s Peak Academy. Diese werden von einem sadistischen Roboter-Bären namens Monokuma in ein tödliches Spiel verwickelt, aus dem es nur einen Ausweg gibt: sie müssen einen Klassenkameraden ermorden und dürfen beim anschließenden Untersuchungsverfahren von den Klassenkameraden nicht überführt werden. Das Spielprinzip der Hauptreihe vermischt dabei Elemente mehrerer Computerspiel-Genres, darunter Adventure, Visual Novel und Dating-Simulationen.
Für Hersteller Spike Chunsoft stellt die Reihe einen Erfolg dar. Bis 2020 wurden im Serienverlauf rund 3,5 Millionen Kopien der Spiele abgesetzt. Überraschend war für den Hersteller der Anklang der Reihe außerhalb Japans, da die Spiele in der Gestaltung und Tonalität vorrangig für den japanischen Markt entwickelt wurden. Die Lokalisierung und Veröffentlichung auf den PlayStation-Systemen in den USA erfolgte über Nippon Ichi Software. Erst mit den Portierungen auf PC und Smartphone übernahm Spike Chunsoft die Vermarktung selbst, später auch die der PlayStation-Fassungen.

## Veröffentlichte Titel

### Hauptreihe
- 2010: Danganronpa: Trigger Happy Havoc (PSP, Android, iOS, PSVita, PS4, Windows, Mac OS, Linux)
- 2012: Danganronpa 2: Goodbye Despair (PSP, Android, iOS, PSVita, PS4, Windows, Mac OS, Linux)
- 2017: Danganronpa V3: Killing Harmony (PSVita, PS4, Windows, Android, iOS)

### Ableger
- 2012: Alter Ego (iOS)
- 2012: Danganronpa: Monokuma Strikes Back (Android, iOS)
- 2014: Danganronpa Another Episode: Ultra Despair Girls (PS4, PSVita, Windows)
- 2015: Danganronpa: Unlimited Battle (Android, iOS)
- 2016: Cyber Danganronpa VR: The Class Trial (PS4)
- 2016: Kirigiri Sou (Windows, Mac OS)

### Kompilationen
- 2017: Danganronpa 1-2 Reload (PSVita, PS4, Windows)
- 2019: Danganronpa Trilogy (PS4)

## Adaption in anderen Medien

### Anime
- 2013: Danganronpa – The Animation
- 2016: Danganronpa 3: The End of Hope’s Peak High School

### Manga
Zu Danganronpa: Trigger Happy Havoc
- 2011–2013: ダンガンロンパ 希望の学園と絶望の高校生 Danganronpa: Kibou no Gakuen to Zetsubou no Koukousei, von Hajime Touya (Famitsu Comic Clear)
- 2011–2014: ダンガンロンパ 希望の学園と絶望の高校生 4コマKINGS Danganronpa: Kibou no Gakuen to Zetsubou no Koukousei - 4Koma Kings (4 Bände, Ichijinsha)
- 2013–2014: ダンガンロンパ 希望の学園と絶望の高校生: The Animation Danganronpa: Kibou no Gakuen to Zetsubou no Koukousei - The Animation, von Takashi Tsukimi (4 Bände, Shonen Ace)
- 2011–2014: ダンガンロンパ 希望の学園と絶望の高校生 コミックアンソロジー Danganronpa: Kibou no Gakuen to Zetsubou no Koukousei - Comic Anthology, (4 Bände, Ichijinsha)
- 2013: ダンガンロンパ 希望の学園と絶望の高校生 The Animation 電撃コミックアンソロジー Danganronpa: Kibou no Gakuen to Zetsubou no Koukousei - The Animation - Comic Anthology, (4 Bände, ASCII Media Works)

Zu Danganronpa 2
- 2013–2017: スーパーダンガンロンパ2 さよなら絶望学園 Super Danganronpa 2: Sayonara Zetsubou Gakuen, von Kuroki Q (3 Bände, Famitsu Comic Clear)
- 2012–2013: スーパーダンガンロンパ2 さよなら絶望学園 4コマKINGS Super Danganronpa 2: Sayonara Zetsubou Gakuen - 4Koma Kings (4 Bände, Ichijinsha)
- 2012–2013: スーパーダンガンロンパ2 さよなら絶望学園 コミックアンソロジー Super Danganronpa 2: Sayonara Zetsubou Gakuen - Comic Anthology (4 Bände, Ichijinsha)
- 2012–2014: スーパーダンガンロンパ2 七海千秋のさよなら絶望大冒険 Super Danganronpa 2: Nanami Chiaki no Sayonara Zetsubou Daibouken, von Karin Suzuragi (3 Bände, Monthly Comic Blade)
- 2012–2013: スーパーダンガンロンパ2 だんがんアイランド ココロ常夏、ここロンパ♪ Super Danganronpa 2: Dangan Island - Kokoro Tokonatsu Kokoronpa♪, von Ryū Kaname (Mag Garden)
- 2012–2017: スーパーダンガンロンパ2 超高校級の幸運と希望と絶望 Super Danganronpa 2: Chou-Koukou-Kyuu no Kouun to Kibou to Zetsubou, von Kyosuke Suka (3 Bände, Mag Garden)
- 2013–2015: スーパーダンガンロンパ2 南国ぜつぼうカーニバル! Super Danganronpa 2: Nangoku Zetsubou Carnival!, von Ayune Araragi (4 Bände, GA Bunko Magazine)
- 2016: スーパーダンガンロンパ2 絶望的因果律の中の左右田和一 Super Danganronpa 2: Zetsubouteki Ingaritsu no Naka no Souda Kazuichi, von Tomajirō Hoshi (Kadokawa)

Zu Danganronpa Another Episode
- 2015: 絶対絶望少女 ダンガンロンパ Another Episode コミックアンソロジー Zettai Zetsubou Shoujo: Danganronpa Another Episode – Comic Anthology (2 Bände, Ichijinsha)
- 2015–2017: 絶対絶望少女 ダンガンロンパ Another Episode Zettai Zetsubou Shoujo: Danganronpa Another Episode, von Touya Hajime (3 Bände, Famitsu Comic Clear)
- 2015: 絶対絶望少女 ダンガンロンパ Another Episode ジェノサイダーモード Zettai Zetsubou Shoujo: Danganronpa Another Episode – Genocider Mode, von Machika Minami (2 Bände, Dengeki Maoh)

Zu Danganronpa 3
The End of Hope’s Peak High School
- 2016: ダンガンロンパ3 The End of 希望ヶ峰学園 コミックアンソロジー Danganronpa 3: The End Of Kibougamine Gakuen – Comic Anthology (Ichijinsha)
- 2016: ダンガンロンパ3 The End of 希望ヶ峰学園 ー 未来編 / 絶望編 電撃コミックアンソロジー Danganronpa 3: The End Of Kibougamine Gakuen – Mirai Hen / Zetsubou Hen - Dengeki Comic Anthology (Kadokawa)

Zu Danganronpa V3: Killing Harmony
- 2017: ニューダンガンロンパV3: みんなのコロシアイ新学期 コミックアンソロジー New Danganronpa V3: Minna no Koroshiai Shingakki – Comic Anthology (3 Bände, Ichijinsha)

Andere
- 2010: ダンガンロンパ 希望の学園と絶望の高校生 Danganronpa: Kibou no Gakuen to Zetsubou no Koukousei - The Demo, von Yousuke Saitou
- 2016: ダンガンロンパ害伝 キラーキラー Danganronpa Gaiden: Killer Killer, von Mitomo Sasako (Bessatsu Shōnen Magazine)
- 2014: ダンガンロンパ 1･2 コミックアンソロジー Danganronpa 1･2 - Comic Anthology (2 Bände, Ichijinsha)
- 2015–2016: スモール ダンガンロンパ 1・2 ライト Small Danganronpa 1・2 Light, von Kingin (Dengeki Maoh)
- 2016: トリプルバレット ダンガンロンパ渡空燕丸作品集 Triple Bullet: Danganronpa – Watarizora Tsubamemaru Sakuhin Shuu, von Watarizora Tsubamemaru (Ichijinsha)
- 2016: リバイバルショット! ダンガンロンパ板垣ハコ作品集 Revival Shot!: Danganronpa – Itagaki Hako Sakuhin Shuu, von Itagaki Hako (Ichijinsha)

### Light Novels
- 2011: ダンガンロンパ/ゼロ Danganronpa/Zero, von Kazutaka Kodaka und Rui Komatsuzaki (2 Bände, Seikaisha)
- 2013–2020: ダンガンロンパ霧切 Danganronpa Kirigiri, von Takekuni Kitayama und Rui Komatsuzaki (7 Bände, Seikaisha)
- 2015–2017: ダンガンロンパ十神 Danganronpa Togami, von Yuya Sato, Yun Kōga und Shimadrill (3 Bände, Seikaisha)
- 2015: ダンガンロンパ 1･2 Beautiful Days Danganronpa 1･2 Beautiful Days, von Takekuni Kitayama (Kadokawa)
- 2016: ダンガンロンパ Makoto Naegi Secret File 苗木誠、人生最悪の日 Danganronpa: Makoto Naegi Secret File - The Worst Day Ever, von Kazutaka Kodaka (Spike Chunsoft)